# بود کوپینتنگسکیه
بود کوپینتنگسکیه (به لهستانی:  Budy Kupientyńskie) یک روستا در لهستان است که در گمینا سوکوووف پودلاسکی واقع شده‌است.